# 1454
1454 (MCDLIV) je bilo navadno leto, ki se je po julijanskem koledarju začelo na torek.

## Dogodki
- 1. januar

## Rojstva
- 14. julij - Angelo Poliziano, italijanski humanist in pesnik († 1494)

Neznan datum
- Domenico Maria de Novara, italijanski astronom († 1504)
- Kasim kan, kan Kazaškega kanata († 1521)

## Smrti
- Barnaba Guano, genovski dož (* 1370)